# Charles Van Enger
Charles Van Enger est un directeur de la photographie américain né le 29 août 1890 à Port Jervis, dans l'État de New York, et mort le 4 juillet 1980 à Woodland Hills à Los Angeles.

## Filmographie partielle
- 1920 : Un lâche (The Great Redeemer) de Clarence Brown et Maurice Tourneur
- 1920 : The County Fair d'Edmund Mortimer et Maurice Tourneur
- 1920 : Le Dernier des Mohicans (The Last of the Mohicans) de Clarence Brown et Maurice Tourneur
- 1921 : Sept Ans de malheur de Max Linder
- 1921 : Soyez ma femme de Max Linder
- 1921 : The Foolish Matrons de Clarence Brown et Maurice Tourneur
- 1922 : A Doll's House de Charles Bryant
- 1922 : Kindred of the Dust de Raoul Walsh
- 1923 : Calvaire d'apôtre (The Christian) de Maurice Tourneur
- 1923 : Salomé de Charles Bryant
- 1923 : The Famous Mrs. Fair de Fred Niblo
- 1923 : La Sagesse de trois vieux fous (Three Wise Fools), de King Vidor
- 1924 : Le Glaive de la loi (Name the Man) de Victor Sjöström
- 1924 : Daring Youth de William Beaudine
- 1924 : Comédiennes (The Marriage Circle) d'Ernst Lubitsch
- 1924 : How to Educate a Wife de Monta Bell
- 1924 : Broadway After Dark de Monta Bell
- 1924 : Daughters of Pleasure de William Beaudine
- 1924 : Lovers' Lane de William Beaudine et Phil Rosen
- 1924 : Trois Femmes de Ernst Lubitsch
- 1924 : Paradis défendu (Forbidden Paradise) de Ernst Lubitsch
- 1925 : Ma femme et son flirt (Kiss Me Again) de Ernst Lubitsch
- 1925 : The Limited Mail de George W. Hill
- 1925 : Le Fantôme de l'Opéra de Rupert Julian
- 1925 : Red Hot Tires (en) d'Erle C. Kenton
- 1925 : La Grande Parade de King Vidor
- 1925 : Hogan's Alley de Roy Del Ruth
- 1925 : L'Éventail de Lady Windermere de Ernst Lubitsch
- 1926 : Why Girls Go Back Home de James Flood
- 1926 : Other Women's Husbands de Ernst Lubitsch
- 1926 : Puppets de George Archainbaud
- 1926 : Paradise de Irvin Willat
- 1926 : Une riche veuve (Footloose Widows) de Roy Del Ruth
- 1927 : Easy Pickings de George Archainbaud
- 1927 : The Sea Tiger de John Francis Dillon
- 1927 : Framed de Charles Brabin
- 1927 : Smile, Brother, Smile de John Francis Dillon
- 1927 : The Life of Riley (en) de William Beaudine
- 1928 : The Head of the Family de Joseph C. Boyle
- 1928 : Le torchon brûle (en) (Domestic Troubles) de Ray Enright
- 1928 : The Port of Missing Girls de Irving Cummings
- 1928 : The Chorus Kid de Howard Bretherton
- 1928 : None But the Brave d'Albert Ray
- 1928 : Give and Take de William Beaudine
- 1928 : Homesick de Henry Lehrman
- 1929 : Fox Movietone Follies of 1929 de David Butler
- 1929 : Words and Music de James Tinling
- 1929 : Married in Hollywood de Marcel Silver
- 1929 : Hot for Paris de Raoul Walsh
- 1930 : High Society Blues de David Butler
- 1930 : Le Prix d'un baiser (One Mad Kiss) de Marcel Silver et James Tinling
- 1931 : The Avenger de Roy William Neill
- 1931 : Meet the Wife de Leslie Pearce
- 1931 : The Mad Parade de William Beaudine
- 1931 : Forgotten Women de Richard Thorpe
- 1932 : Dream House de Del Lord
- 1932 : Help Yourself de John Daumery
- 1933 : Aunt Sally de Tim Whelan
- 1933 : I Was a Spy de Victor Saville
- 1933 : Vendredi 13 de Victor Saville
- 1933 : Turkey Time de Tom Walls
- 1934 : My Song for You de Maurice Elvey
- 1935 : Things Are Looking Up d'Albert de Courville
- 1935 : The Stoker (en) de Leslie Pearce
- 1935 : Me and Marlborough de Victor Saville
- 1935 : Boys Will Be Boys de William Beaudine
- 1936 : Ménilmontant de René Guissart
- 1936 : Captain Bill (en) de Ralph Ceder
- 1936 : Where There's a Will (en)  de William Beaudine
- 1936 : Jack of All Trades de Jack Hulbert et Robert Stevenson
- 1938 : The Old Prospector de Rita La Roy
- 1939 : Miracle on Main Street de Steve Sekely
- 1940 : Half a Sinner (en) d'Al Christie
- 1940 : Slightly Tempted de Lew Landers
- 1940 : San Francisco Docks de Arthur Lubin
- 1941 : Lucky Devils (en) de Lew Landers
- 1941 : Law of the Range (en) de Ray Taylor
- 1941 : Hello, Sucker de Edward F. Cline
- 1941 : Passez muscade de Edward F. Cline
- 1942 : Deux Nigauds détectives (Who Done It?) d'Erle C. Kenton
- 1942 : Clair de lune à La Havane (Moonlight in Havana) d'Anthony Mann
- 1942 : La Cicatrice (The Silver Bullet) de Joseph H. Lewis
- 1943 : Deux Nigauds dans le foin (It Ain't Hay) d'Erle C. Kenton
- 1944 : Le Joyeux Trio Monahan (The Merry Monahans) de Charles Lamont
- 1944 : Cavalcade musicale (Bowery to Broadway)
- 1944 : Les Flirts des Corrigans (Chip Off the Old Block)
- 1944 : Chasseurs de fantômes (Ghost Catchers) d'Edward Cline
- 1945 : Penny cherche un père (That Night with You) de William A. Seiter
- 1945 : L'esprit fait du swing (That's the Spirit) de Charles Lamont
- 1945 : Night Club Girl d'Edward F. Cline
- 1945 : Les Quatre Bandits de Coffeyville de Ray Taylor
- 1946 : Deux Nigauds vendeurs (Little Giant) de William A. Seiter
- 1947 : Deux Nigauds démobilisés (Buck Privates Come Home) de Charles Barton
- 1947 : Deux Nigauds et leur veuve (The Wistful Widow of Wagon Gap) de Charles Barton
- 1948 : Deux Nigauds toréadors (Mexican Hayride) de Charles Barton
- 1952 : Le Gorille de Brooklyn (Bela Lugosi Meets a Brooklyn Gorilla) de William Beaudine
- 1952 : Pontiac l'invincible (Battles of Chief Pontiac) de Felix E. Feist
- 1954 : Le Trésor du Capitaine Kidd (Captain Kidd and the Slave Girl)